# Гилрей, Джеймс
Джеймс Ги́лрей, Ги́ллрей (англ. James Gillray; 13 августа 1757, Челси, ныне район Лондона — 1 июня 1815, Лондон) — английский рисовальщик и гравёр, более всего известный как автор сатирических политических карикатур, большая часть которых была написана им в период с 1792 по 1809 годы. Для большинства его произведений характерен большой гротеск и яркая палитра красок.

## Биография
Родился в семье солдата, потерявшего руку на войне и потому бывшего пенсионером госпиталя Челси. С детства увлекался гравировкой, однако это занятие его не привлекало, и в юности он некоторое время бродяжничал, однако затем вернулся домой и поступил в Лондонскую Королевскую Академию художеств, подрабатывая гравировкой (предполагается, что многие свои ранние гравюры он подписывал чужими именами).
Свою первую карикатуру, Paddy on Horseback, Гилрей написал в 1779 году. Относительную известность получил в 1782 году после публикации двух карикатур о победе адмирала Родни над французами. На протяжении всего своего творческого пути сожительствовал с издательницей мисс Хамфри, на которой, однако, отказывался жениться (это впоследствии породило множество сплетен об их отношениях); она в своих магазинах организовывала продажу его гравюр, всегда выставляя их в витринах.
Мишенью для высмеивания Гилрея становились многие представители британской аристократии, король Георг III, а впоследствии французский император Наполеон I. Согласно одной из легенд, когда Георгу III показали одну особенно обидную карикатуру Гилрея на него, он презрительно сказал, что не понимает подобного искусства. Узнав об этом, Гилрей нарисовал карикатуру A Connoisseur Examining a Cooper, на которой король рассматривает портрет-миниатюру. После начала Великой Французской революции Гилрей стал более консервативен и высмеивал с тех пор в своих работах в основном французов, прославляя при этом Англию в образе Джона Булля, которого, как считается, он же и придумал. Частой мишенью насмешек Гилрея был так же Чарльз Джеймс Фокс, лидер радикального крыла либеральной оппозиции в годы продолжительного доминирования тори.
Его работы выполнены с помощью различных техник: офорт, акватинта, иногда с помощью пунктирной техники. Известно, что он был поклонником творчества Уильяма Хогарта, поэтому развивал в своём творчестве его мотивы. Наряду с Хогартом считается одним из создателей политической карикатуры как самостоятельного направления в живописи. Среди его работ имеются как политические, так и социальные карикатуры.
В 1806 году у Гилрея начало ухудшаться зрение. Он начал носить очки, но они не помогали. Не имея возможности работать на прежнем высоком уровне, Джеймс Гилрей впал в депрессию и начал сильно пить. Свою последнюю гравюру он выпустил в сентябре 1809 года. Из-за злоупотребления алкоголем Гилрей всю оставшуюся жизнь страдал от подагры.
Его последняя работа, созданная по эскизу Банбери, называется «Интерьер парикмахерской в период ассизов» и датируется 1811 годом. Во время работы над ней он сошёл с ума, хотя у него случались периоды просветления, которые он использовал в своей последней работе. Возможно, приближение безумия ускорили его невоздержанные привычки.
В июле 1811 года Гилрей попытался покончить с собой, выпрыгнув из окна мансарды над магазином Хамфри на Сент-Джеймс-стрит. Гилрей впал в безумие, и Ханна Хамфри ухаживала за ним до его смерти 1 июня 1815 года в Лондоне; он был похоронен на кладбище Сент-Джеймс, Пикадилли. 

## Галерея
Наиболее известные работы (офорт)

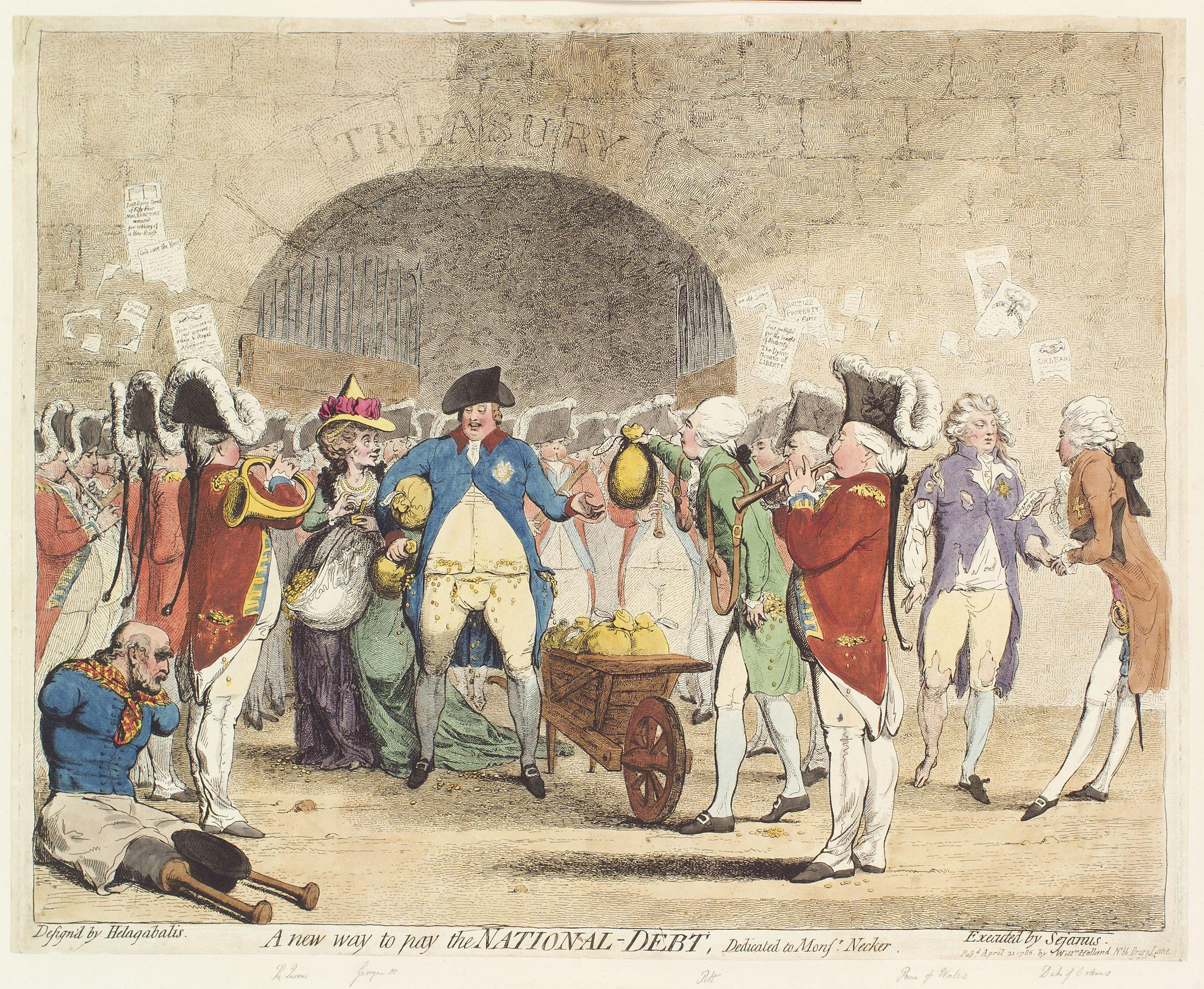
Новый способ платить национальные долги (1786)
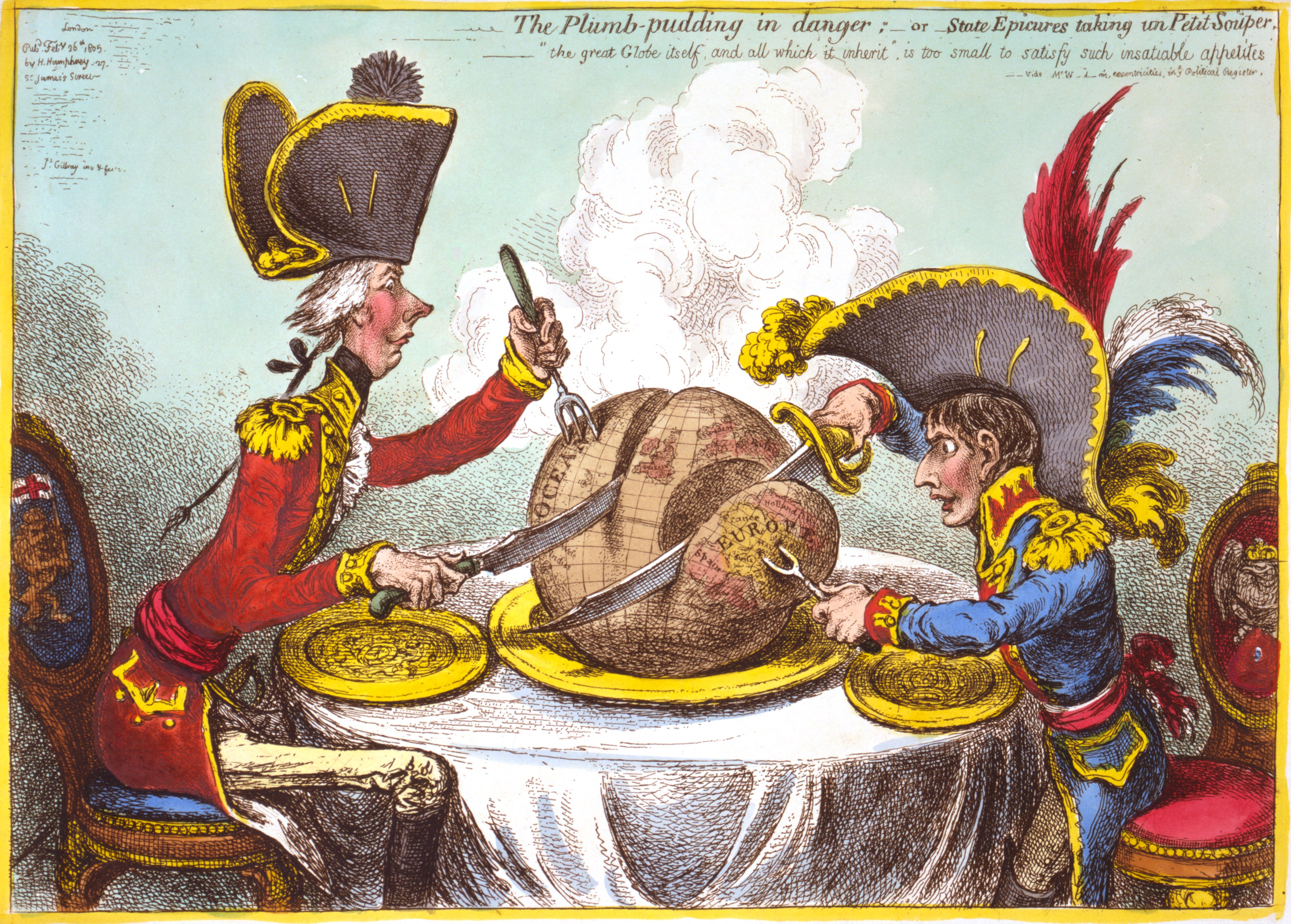
Наполеон и Питт делят мир
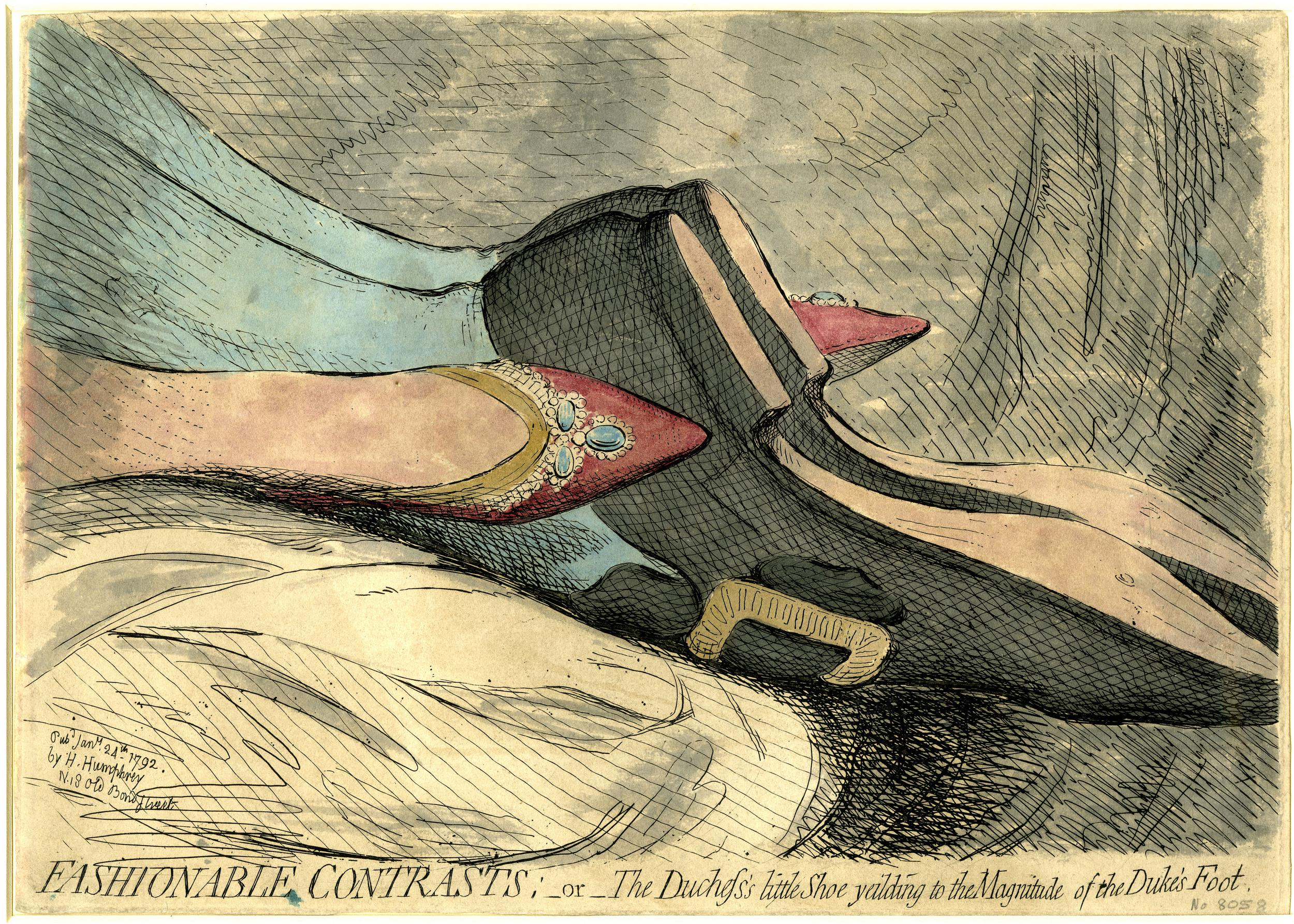
Контрасты моды, или Башмачок герцогини пал перед величием герцогской ступни (1792)